# Ярослав Юрьевич (сын Юрия Долгорукого)
Ярослав Юрьевич (Георгиевич) — 8-й сын Юрия Долгорукого от второго брака с неизвестной по имени женой. Сведения о нём скудны.
Младший брат св. Андрея Боголюбского, ходил с ним в победосносный поход на Камских болгар в 1164 году.
Скончался 12-го апреля 1166 года. Был погребен, как и другие члены семьи, в Успенском соборе Владимира, основанном братом (причем в числе первых, погребенных там). Однако могила его ныне утрачена.